# Brás de Castro
D. Brás de Castro foi Governador (intruso) da Índia entre 1653 e 1655.
Não obstante a irregularidade da sua investidura, D. Brás de Castro governou efectivamente a Índia. Era filho de D. Rodrigo de Castro e de sua mulher D. Ana de Eça. Em 1649 foi nomeado governador de Macau, passando depois a conselheiro do Estado da Índia.
Em 1653 apossara do poder por meios violentos expulsando Vasco Mascarenhas. Em 1655, o novo Vice-Rei, Rodrigo Lobo da Silveira o aprisionou, com seus saqueazes, retendo-os na Fortaleza da Aguada e depois os enviou para serem julgados no reino.